# Paul Allen
Paul Gardner Allen (21 tháng 1 năm 1953 – 15 tháng 10 năm 2018) là một doanh nhân kiêm nhà đầu tư người Mỹ, được biết đến là người đồng sáng lập Microsoft cùng với Bill Gates. Ông thường xuyên xuất hiện trong danh sách những người giàu nhất thế giới; vào năm 2007, Forbes xếp ông là người Mỹ giàu thứ năm , Allen được Forbes xếp hạng là người giàu thứ 44 trên thế giới vào năm 2018, với giá trị tài sản ròng ước tính là 20,3 tỷ USD vào thời điểm ông qua đời Ông là Chủ tịch của Charter Communications, nhưng không còn là cổ đông của DreamWorks Animation nữa. Vừa rồi ông được mời tham dự Học viện Khoa học và Nghệ thuật Hoạt hình (AMPAS).
Allen cũng sở hữu hai câu lạc bộ thể thao: Seattle Seahawks trong Giải Bóng đá Mỹ Quốc gia và Portland Trail Blazers trong Liên hiệp Bóng rổ Quốc gia.
Allen được chẩn đoán mắc U lympho không Hodgkin vào năm 2009. Ông qua đời vì bi Sốc nhiễm khuẩn liên quan đến Ung thư vào ngày 15 tháng 10 năm 2018, hưởng thọ 65 tuổi.

## Những năm đầu tiên
Paul Gardner Allen sinh tại Seattle, Washington trong gia đình Kenneth S. Allen, phó giám đốc của thư viện trường Đại học Washington, và Faye G. Allen, vào năm 1953. Allen học tại Lakeside School, một ngôi trường tư thục uy tín ở Seattle, và kết bạn với Gates, người học dưới ông hai lớp nhưng chia sẻ lòng đam mê máy tính với nhau. Allen là một học sinh gương mẫu ở Lakeside School. Họ đã sử dụng máy điện báo của trường để phát triển kỹ năng lập trình trên vài hệ thống máy chia sẻ thời gian. Sau khi tốt nghiệp, Allen nhập học tại trường Đại học Tiểu bang Washington, và là một thành viên tích cực của Phi Kappa Theta Fraternity, mặc dù ông bỏ học sau đó hai năm để làm lập trình viên cho Honeywell ở Boston, ở đó ông gặp lại người bạn cũ. Sau đó ông đã thuyết phục Gates bỏ học ở trường Đại học Harvard để thành lập Microsoft.

## Microsoft

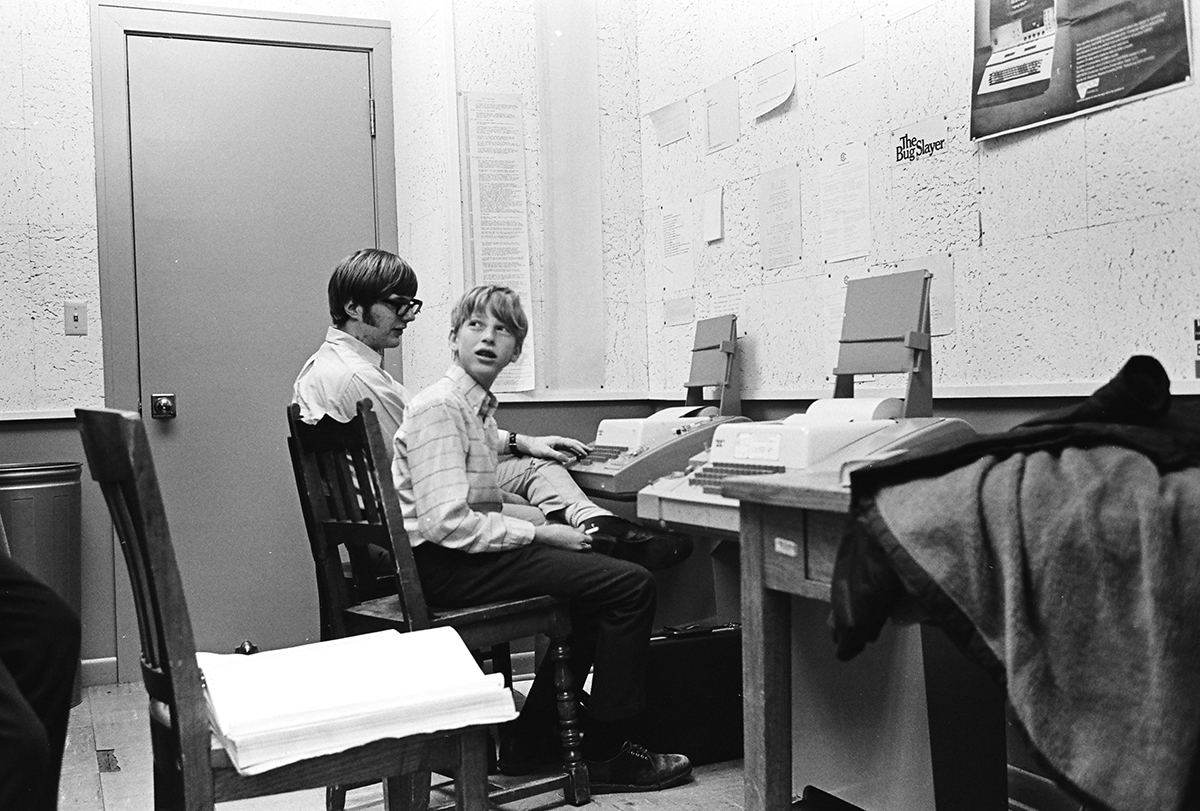
Bill Gates và Allen (trái) tại trường Lakeside năm 1970

Cùng với Bill Gates, ông đã thành lập Microsoft (ban đầu là "Micro – Soft") tại Albuquerque, New Mexico, năm 1975, và bắt đầu bán ngôn ngữ lập trình thông dịch BASIC. Năm 1980, Allen là người đầu tiên mở đầu cho sự đi lên của Microsoft  khi mua lại hệ điều hành có tên là QDOS với giá 50.000 đô la Mỹ. Theo hạn chót của IBM, Gates và Allen cảm thấy họ không có đủ thời gian để phát triển một hệ điều hành mới; do đó họ đã mua lại QDOS với chức năng hoàn chỉnh và sửa lại mã nguồn để phù hợp với yêu cầu của IBM. Microsoft đã thắng được hợp đồng cung cấp chương trình hoàn thiện để sử dụng làm hệ điều hành trong loạt máy để bàn mới của IBM. Nó đã trở thành nền tảng cho sự phát triển của Microsoft.
Allen từ chức khỏi Microsoft vào năm 1983 sau khi bị chẩn đoán mắc bệnh Hodgkin, sau đó đã được chữa trị thành công sau vài tháng chữa trị bằng phóng xạ và ghép thần kinh xương.
Vào tháng 11 năm 2000, Allen rút khỏi ban quản trị của Microsoft nhưng được nhờ tư vấn với vị trí cố vấn chiến lược cấp cao của ban điều hành công ty. Ông đã thậm chí nới rộng hơn khoảng cách giữa mình với Microsoft với việc bán 68 triệu cổ phiếu của Microsoft. Có người nói ông hiện vẫn còn sở hữu khoảng 138 triệu cổ phiếu.

## Lòng từ thiện
Phần lớn thành công của Paul Allen đã được hiến cho các dịch vụ sức khỏe và dân sinh và cho sự tiến bộ của khoa học và công nghệ. Quỹ gia đình Paul G. Allen được thành lập vào năm 1986 để quản lý những khoản đóng góp. Thông qua quỹ, Allen đã tặng gần 30 triệu Đô la Mỹ hàng năm. Khoảng 75 phần trăm số tiền của Quỹ được tặng cho những tổ chức phi lợi nhuận ở Seattle và tiểu bang Washington. 25 phần trăm còn lại được phân phối cho Portland, Oregon và những thành phố khác ở Tây Bắc Thái Bình Dương. Allen cũng đóng góp thông qua những dự án từ thiện khác như "lòng từ thiện mạo hiểm". Dự án nổi tiếng nhất trong số đó là Dự án Âm nhạc Kinh nghiệm, Học viện Allen về Não học, và Tìm kiếm Trí thông minh ngoài Trái đất thông qua Ma trận Kính viễn vọng Allen. Tổng số tiền từ thiện của Paul Allen vào năm 2005 ươc tính trên 43 triệu Đô la Mỹ.
Trường Đại học Washington là nơi nhận được phần lớn tiền đóng góp của Paul Allen. Vào cuối thập niên 1980, Allen đã đóng góp 18 triệu đô la Mỹ để xây thư viện mới đặt tên cha của ông, Kenneth S. Allen. Năm 2003 5 triệu đô la Mỹ đã được tặng để thành lập Trung tâm Nghệ thuật Thị giác Faye G. Allen, đặt theo tên của mẹ ông. Allen cũng là người đóng góp tư nhân lớn nhất (14 triệu đô la Mỹ) và được đặt theo tên ông Trung tâm Khoa học và Kỹ thuật Máy tính Paul G. Allen (hoàn thành năm 2004). Trong suốt những năm qua, Allen đã đóng góp hàng triệu đô la Mỹ cho Khoa Y trường Đại học Washington, gần đây nhất là 3,2 triệu đô la dành cho nghiên cứu viêm tuyến tiền liệt.
Tên ông đã được đặt cho một giống ruồi hoa vì sự đóng góp của ông cho ngành Dipterology.
Năm 1993, Paul Allen đã tài trợ tiền cho một vụ kiện hai năm trong đó gia đình của nghệ sĩ ghi-ta rock Jimi Hendrix đòi lại bản quyền cho nhạc của ông ta sau khi nhà quản lý di sản được cho là đã bán khi chưa được phép. Allen cũng tài trợ cho việc mua những di sản của Hendrix (bao gồm cây guitar Hendrix đã chơi ở Woodstock và cho trưng bày nó ở triển lãm Dự án Kinh nghiệm Âm nhạc.

## Nỗ lực đầu tư và phát triển bất động sản ở Seattle
Allen là nhà phát triển và đầu tư chính trong sự phát triển gây tranh cãi của cộng đồng South Lake Union ở Seattle thành trung tâm công nghệ sinh học. Sự phát triển này đã bị phê phán là sự đầu tư cho bất động sản cho Vulcan Inc. được địa phương hỗ trợ. Những lo lắng về sự thiếu hụt nhà cho người thu nhập thấp rất đáng chú ý. Allen đã đầu tư khoảng 200 triệu đô la Mỹ vào năm 2005, và đã đóng góp vào quỹ "South Lake Union Trolley" của thành phố từ Trung tâm WestLake đến phía nam của Lake Union bang Seattle.
Allen là người tài trợ và là chủ của Dự án Trải nghiệm Âm nhạc.

## Những đầu tư khác
Forbes báo cáo rằng Allen sẽ đầu tư 1,6 tỷ đô la vào Bangladesh. Phần lớn số tiền nói trên sẽ được dùng để xây nhà máy điện và phần còn lại để xây nhà máy phân bón.
Cùng một lúc, Quỹ đầu tư mạo hiểm Vulcan của Allen sở hữu TechTV, một kênh truyền hình cáp và vệ tinh 24 giờ ở San Francisco, chiếu thời sự và giới thiệu máy tính, công nghệ và Internet.

## Liên quan đến thể thao
Năm 1988, Allen mua lại Portland Trail Blazers đội bóng ở giải NBA từ Harry Glickman với giá 70 triệu đô la, từ đó phát triển và quyên góp cho Sân vận động Rose Garden vào năm 1993. Một trong những khoảnh khắc đáng nhớ nhất của Allen với tư cách là chủ của Trail Blazers là sự tham gia của ông vào cuộc thi ăn hot dog vào giờ nghỉ của trận đấu với Denver Nuggets vào năm 2002. Allen đã ăn 10 cái hot dog trong 12 phút, nhưng thua nhà vô địch thế giới Takeru Kobayashi.
Năm 1997, Allen mua lại đội Seattle Seahawks NFL khi người chủ cũ Ken Behring đe dọa chuyển Seahawks xuống phía nam California. Ông đã đóng vai trò quan trọng trong sự phát triển của sân vận động mới của Seahawks, Qwest Field, mặc dù nó được góp tiền chủ yếu bằng lợi nhuận từ thuế.
Từ năm 2006, Allen đã hỏi những quan chức của Portland và Oregon để hỗ trợ về tài chính cho Blazers, mà ông dự tính sẽ mất khoảng 100 triệu đô la trong ba năm tới. Thị trưởng Portland Tom Potter đang khước từ đề nghị này.
Theo bản bài báo phát hành năm 2006 của Forbes, Blazers được định giá xấp xỉ 300 triệu đô la.
Ngày 27 tháng 4 năm 2007, có tin đồn rằng Allen sẽ đạt được thương vụ mua lại câu lạc bộ bóng đá Anh Southampton. Một nguồn tin gần gũi đã nói "ông tin rằng có một nguồn lợi cho sự đầu tư dài hạn vào Bóng đá Anh. Southampton là một người khổng lồ ngủ quên, một câu lạc bộ gia đình với những giá trị truyền thống, và chúng tôi nhìn thấy giá trị của nó trong thương hiệu toàn cầu."

## SpaceShipOne

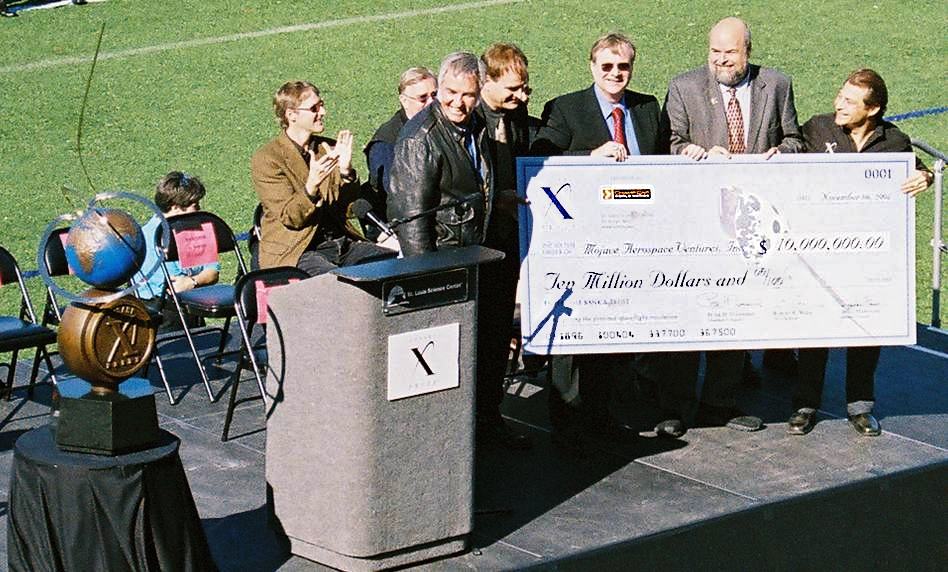
Paul Allen (đeo kính mát) và Burt Rutan (mặc áo da) được giới thiệu cùng với Ansari X PRIZE bởi những thành viên của Hội X PRIZE vào năm 2004.

Năm 2004, Allen đã xác nhận rằng ông nhà đầu tư duy nhất đằng sau phi thuyền thương mại ngoài tầm mắt SpaceShipOne của Scaled Composites của Burt Rutan. SpaceShipOne là nỗ lực tài chính cá nhận đầu tiên đưa thành công con người trong không gian nhìn thấy được và đã chiến thắng trong cuộc thi Ansari X PRIZE.

## Ung thư
Ngày 15 tháng 11 năm 2009, Jody Allen, em gái của Paul Allen và CEO của Vulcan thông báo ra đại chúng là Paul được chẩn đoán bị Non-Hodgkin lymphoma, một triệu chứng của ung thư.

## Octopus

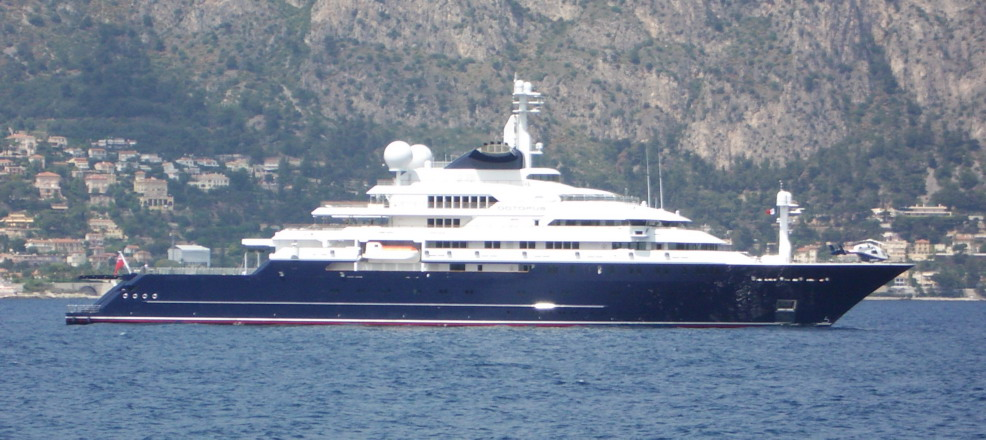
Octopus trong Beaulieu Bay ở miền Nam nước Pháp ngày 13 tháng 5 năm 2005

Năm 2003, sự hạ thủy của con tàu Octopus dài 127m của Paul Allen đã đảm bảo vị trí của nó là một trong những du thuyền lớn nhất thế giới. Nó hiện xếp thứ năm trong Danh sách những du thuyền dài nhất. Allen còn có hai chiếc du thuyền khác.

## Đời sống riêng tư
Paul Allen sống độc thân. Năm 2005 New York Daily News nói rằng ông đang hẹn hò với nữ diễn viên và là cựu nữ hoàng sắc đẹp Laura Harring, cùng đóng vai chính trong Mulholland Drive, trong khoảng sáu tháng.
Vào ngày 31 tháng 3 năm 2007, Allen nhận được bằng Tiến sĩ Danh dự của Học viện Công nghệ Liên bang (Thụy Sĩ).